# 管制空域
管制空域（かんせいくういき　英: Controlled airspace）は、航空機の円滑かつ安全な運航のために、航空交通管制 (Air Traffic Control, ATC) が実施されている空域を示す。この逆の空域を非管制空域と言う。
国際民間航空機関 (ICAO) は空域をAからGの7つのクラスに分離している。管制空域は、ATCの規約が厳しいものから順に、クラスAからEとなる。計器飛行方式 (IFR) は管制空域、非管制空域全ての空域で許されている。また、有視界飛行方式 (VFR) での飛行は、クラスAを除いた全ての空域で許されている。
日本においては、航空法により航空交通管制区等が定められており、航空機の離着陸に関連した航空交通管制圏、航空交通情報圏、進入管制区及び輻輳空域における特別管制空域が設置されている。

## 非管制空域
非管制空域（英: Uncontrolled airspace）は航空交通管制 (ATC) が必要がない、もしくは何らかの理由で提供していない空域を示す。
国際民間航空機関 (ICAO) により定義されている空域のクラスでは、FとGのクラスが非管制空域である。非管制空域では、計器飛行方式 (IFR) と有視界飛行方式 (VFR) のどちらも可能である。

## 特別管制区
特別管制区（PCA：positive controlled airspace）は、管制機関から許可された場合を除きVFR（有視界飛行方式）による飛行が禁止された空域である。特別管制空域A - Cに分類され、 それぞれ国際標準のクラスA - Cに相当する。航空交通の集中する特定の飛行場周辺が特別管制区(positive control area)として公示されている（15ヵ所）。15ヵ所の特別管制区のうち、那覇特別管制区は国際標準クラスＢ、その他は国際標準クラスCに分類されている。（国内にはクラスA特別管制区は存在しない）原則、当該空域を飛行するVFR機は、アプローチ（進入管制；APP）をプライマリー、タワー（飛行場管制；TWR）をセカンダリーとして、「コールサイン・現在地・高度・飛行意図」を通報し、管制官の指示を受けることとなっている。原則、プライマリーは進入管制区を管轄する管制施設、セカンダリーは近隣の飛行場管制が行う。
以下の情報は2016年4月1日現在の国土交通省航空局のページおよび、2017年10月12日現在のAIP JAPAN、2020年3月19日官報掲載、国土交通省告示令和2年第389号・第390号による。備考が空白の特別管制区は、プライマリーとセカンダリーで管制施設が同じことを示す。
| 日本の特別管制区   | 日本の特別管制区    | 日本の特別管制区          | 日本の特別管制区                | 日本の特別管制区 | 日本の特別管制区 | 日本の特別管制区          | 日本の特別管制区                 |
| 特別管制区         | 対象の空港          | 管制施設                  | 備考                            | 特別管制区       | 対象の空港       | 管制施設                  | 備考                             |
| ------------------ | ------------------- | ------------------------- | ------------------------------- | ---------------- | ---------------- | ------------------------- | -------------------------------- |
| 千歳特別管制区     | 新千歳空港 千歳基地 | 千歳基地                  |                                 | 関西特別管制区   | 関西国際空港     | 関西国際空港              |                                  |
| 三沢特別管制区     | 三沢飛行場          | 三沢飛行場                |                                 | 大阪特別管制区   | 大阪国際空港     | 関西国際空港 大阪国際空港 | Pri.関西APP Sec.大阪TWR          |
| 仙台特別管制区     | 仙台空港            | 仙台空港                  |                                 | 神戸特別管制区   | 神戸空港         | 関西国際空港 大阪国際空港 | Pri.関西APP Sec.神戸TWR          |
| 成田特別管制区     | 成田国際空港        | 東京国際空港 成田国際空港 | Pri.東京APP Sec.成田TWR         | 高松特別管制区   | 高松空港         | 関西国際空港 高松空港     | Pri.関西APP Sec.高松TWR          |
| 東京第一特別管制区 | 東京国際空港        | 東京国際空港              | 旧東京特別管制区。24時間。      | 福岡特別管制区   | 福岡空港         | 福岡空港                  |                                  |
| 東京第二特別管制区 | 東京国際空港        | 東京国際空港              | 15時～19時のみ。                | 宮崎特別管制区   | 宮崎空港         | 鹿児島空港 宮崎空港       | Pri.鹿児島APP Sec.宮崎TWR        |
| 名古屋特別管制区   | 名古屋飛行場        | 中部国際空港 名古屋飛行場 | Pri.セントレアAPP Sec.名古屋TWR | 鹿児島特別管制区 | 鹿児島空港       | 鹿児島空港                |                                  |
| 中部特別管制区     | 中部国際空港        | 中部国際空港              |                                 | 那覇特別管制区   | 那覇空港         | 那覇空港                  | クラスB Pri.那覇RDR Sec.設定なし |

- Pri.はプライマリー、Sec.はセカンダリーを示す。
- 那覇を除き、クラスCが設定されている。
- 文献によっては「東海特別管制区」（静浜基地）が表記されている場合があるが、2011年7月28日付AIPをもって削除された。
- 東京特別管制区に新設の特別管制区を設置する、国土交通省告示（令和二年第839号・第390号）により、従来の東京特別管制区を「東京第一～」とし、新設を「東京第二～」と称した。